# أميرة أوراني
هذه قائمة بالنساء الذين حملن لقب أميرة أورانيا حسب الزواج.

## أميرات أوراني

### بيت بو
| الصورة | الاسم                    | الأب                       | الميلاد | الزواج            | أصبحت أميرة             | توقفت عن اللقب                | الوفاة             | زوجة        |
| ------ | ------------------------ | -------------------------- | ------- | ----------------- | ----------------------- | ----------------------------- | ------------------ | ----------- |
|        | Tibors de Sarenom        | Guilhem                    | 1130    | بعد 5 يونيو 1156  | 1171 اعتلاء الزوج العرش | 1181 وفاة الزوج               | بعد 13 أغسطس 1198  | Bertrand I  |
|        | Ermengarde de Mévouillon | Mévouillon                 | 1130    | بعد 5 يونيو 1156  | 1181 اعتلاء الزوج العرش | 21 مارس 1203 طلاق             | ؟                  | William I   |
|        | Alix                     | غير معروف                  | ؟       | بعد 1203          | بعد 1203                | 1218، قبل 30 يوليو وفاة الزوج | 1219?              | William I   |
|        | Malberjone of Aix        | Aix                        | ؟       | 17 يونيو 1239     | 17 يونيو 1239           | ؟                             | ؟                  | Raymond I   |
|        | Eleonore of Geneva       | Geneva                     | ؟       | 1273              | 1282 اعتلاء الزوج العرش | 1314 وفاة الزوج               | ؟                  | Bertrand II |
|        | Anne de Viennois         | Viennois-de la Tour-du-Pin | ؟       | قبل 31 يناير 1318 | قبل 31 يناير 1318       | 1340 وفاة الزوج               | بعد 27 نوفمبر 1357 | Raymond II  |
|        | Constance of Trian       | Trian                      | ؟       | ؟                 | 1340 وفاة الزوج         | قبل 1358                      | قبل 1358           | Raymond III |
|        | Jeanne of Geneva         | Geneva                     | ؟       | 12 أبريل 1358     | 12 أبريل 1358           | قبل 15 فبراير 1389            | قبل 15 فبراير 1389 | Raymond III |

### بيت شالون- آرلاي
| الصورة | الاسم                    | الأب                                                  | الميلاد | الزواج         | أصبحت أميرة                       | توقفت عن اللقب            | الوفاة            | زوجة       |
| ------ | ------------------------ | ----------------------------------------------------- | ------- | -------------- | --------------------------------- | ------------------------- | ----------------- | ---------- |
|        | Joanna of Montfaucon     | Henri of Montbéliard, Lady of Montfaucon (Montfaucon) | -       | أبريل 1418     | أكتوبر 1417 اعتلاء الزوج العرش    | 14 مايو 1445              | 14 مايو 1445      | Louis I    |
|        | Eléonore of Armagnac     | جان الرابع، كونت أرمانياك (Armagnac)                  | 1423    | 26 سبتمبر 1446 | 26 سبتمبر 1446                    | 6/11 ديسمبر 1456          | 6/11 ديسمبر 1456  | Louis I    |
|        | Blanche of Gamaches      | Guillaume, Lord of Gamaches (Gamaches)                | -       | -              | -                                 | 3 ديسمبر 1463 وفاة الزوج  | 23 مايو 1479      | Louis I    |
|        | Catherine of Brittany    | Richard, Count of Étampes (Montfort)                  | 1428    | 19 أغسطس 1438  | 3 ديسمبر 1463 اعتلاء الزوج العرش  | 27 سبتمبر 1475 وفاة الزوج | قبل 22 أبريل 1476 | William II |
|        | Joanna of Bourbon        | شارل الأول، دوق بوربون (آل بوربون)                    | 1442    | 21 أكتوبر 1467 | 27 سبتمبر 1475 اعتلاء الزوج العرش | 1493                      | 1493              | John II    |
|        | Philiberta of Luxembourg | Antoine de Luxembourg, Count of Ligny (آل لوكسمبورغ)  | -       | يناير 1494     | يناير 1494                        | 15 أبريل 1502 وفاة الزوج  | مايو 1539         | John II    |

### عائلة ناساو
| الصورة | الاسم            | الأب                                   | الميلاد       | الزواج        | أصبحت أميرة   | توقفت عن اللقب           | الوفاة       | زوجة |
| ------ | ---------------- | -------------------------------------- | ------------- | ------------- | ------------- | ------------------------ | ------------ | ---- |
|        | Anna of Lorraine | Antoine, Duke of Lorraine (أسرة لورين) | 25 يوليو 1522 | 22 أغسطس 1540 | 22 أغسطس 1540 | 15 يوليو 1544 وفاة الزوج | 15 مايو 1568 | René |

### عائلة أوراني - ناساو
| الصورة | الاسم                     | الأب                                                      | الميلاد        | الزواج         | أصبحت أميرة                      | توقفت عن اللقب               | الوفاة         | زوجة           |
| ------ | ------------------------- | --------------------------------------------------------- | -------------- | -------------- | -------------------------------- | ---------------------------- | -------------- | -------------- |
|        | Anna van Egmont           | Maximiliaan van Egmond (Egmond)                           | مارس 1533      | 6 يوليو 1551   | 6 يوليو 1551                     | 24 مارس 1558                 | 24 مارس 1558   | فيليم الصامت   |
|        | Anna of Saxony            | موريس، ناخب ساكسونيا (بيت فتين)                           | 23 ديسمبر 1544 | 25 أغسطس 1561  | 25 أغسطس 1561                    | 22 مارس 1571 تم إلغاء الزواج | 18 ديسمبر 1577 | فيليم الصامت   |
|        | شارلوت دي بوربون          | Louis, Duke of Montpensier (Bourbon-Montpensier)          | 1546/7         | 24 يونيو 1575  | 24 يونيو 1575                    | 5 مايو 1582                  | 5 مايو 1582    | فيليم الصامت   |
|        | Louise de Coligny         | جاسبارد دي كوليجني (Coligny)                              | 23 سبتمبر 1555 | 24 أبريل 1583  | 24 أبريل 1583                    | 10 يوليو 1584 وفاة الزوج     | 13 نوفمبر 1620 | فيليم الصامت   |
|        | Eleonora of Bourbon-Condé | Henri I, Prince of Condé (Bourbon-Condé)                  | 30 أبريل 1587  | 23 نوفمبر 1606 | 23 نوفمبر 1606                   | 20 فبراير 1618 وفاة الزوج    | 20 يناير 1619  | فيليب فيليم    |
|        | أماليا من زولمس-براونفلز  | John Albert I, Count of Solms-Braunfels (Solms-Braunfels) | 31 أغسطس 1602  | 4 أبريل 1625   | 23 أبريل 1625 اعتلاء الزوج العرش | 14 مارس 1647 وفاة الزوج      | 8 سبتمبر 1675  | فريدريك هندريك |
|        | ماري هنريتا من إنجلترا    | تشارلز الأول ملك إنجلترا (ستيوارت)                        | 4 نوفمبر 1631  | 2 مايو 1641    | 14 مارس 1647 اعتلاء الزوج العرش  | 6 نوفمبر 1650 وفاة الزوج     | 4 ديسمبر 1660  | فيليم الثاني   |
|        | ماري الثانية ملكة إنجلترا | جيمس الثاني ملك إنجلترا (ستيوارت)                         | 30 أبريل 1662  | 4 نوفمبر 1677  | 4 نوفمبر 1677                    | 28 ديسمبر 1694               | 28 ديسمبر 1694 | فيليم الثالث   |

## كلقب شخصي ومجاملة

### عائلة أوراني- ناساو
| الصورة | الاسم                             | الأب                                            | الميلاد        | الزواج         | أصبحت أميرة                      | توقفت عن اللقب                       | الوفاة         | زوجة               |
| ------ | --------------------------------- | ----------------------------------------------- | -------------- | -------------- | -------------------------------- | ------------------------------------ | -------------- | ------------------ |
|        | Marie Louise of Hesse-Kassel      | Charles I, Landgrave of Hesse-Kassel (آل هسن)   | 7 فبراير 1688  | 26 أبريل 1709  | 26 أبريل 1709                    | 14 يوليو 1711 وفاة الزوج             | 9 أبريل 1765   | John William Friso |
|        | آن من بريطانيا العظمى             | جورج الثاني ملك بريطانيا العظمى (بيت هانوفر)    | 2 نوفمبر 1709  | 25 مارس 1734   | 25 مارس 1734                     | 22 أكتوبر 1751 وفاة الزوج            | 12 يناير 1759  | فيليم الرابع       |
|        | Wilhelmina of Prussia             | أوغست فيلهلم من بروسيا (آل هوهنتسولرن)          | 7 أغسطس 1751   | 4 أكتوبر 1767  | 4 أكتوبر 1767                    | 9 أبريل 1806 وفاة الزوج              | 9 يونيو 1820   | فيلم الخامس        |
|        | فيلهيلمينا من بروسيا، ملكة هولندا | فريدرش فيلهلم الثاني ملك بروسيا (آل هوهنتسولرن) | 18 نوفمبر 1774 | 1 أكتوبر 1791  | 9 أبريل 1806 اعتلاء الزوج العرش  | 16 مارس 1815 أصبحت قرينة ملك هولندا  | 12 أكتوبر 1837 | فيلم الأول         |
|        | آنا بافلوفنا من روسيا             | بافل الأول (رومانوف)                            | 18 يناير 1795  | 21 فبراير 1816 | 21 فبراير 1816                   | 7 أكتوبر 1840 أصبحت قرينة ملك هولندا | 1 مارس 1865    | فيلم الثاني        |
|        | Sophie of Württemberg             | فيلهلم الأول (آل فورتمبيرغ)                     | 17 يونيو 1818  | 18 يونيو 1839  | 7 أكتوبر 1840 اعتلاء الزوج العرش | 7 مارس 1849 أصبحت قرينة ملك هولندا   | 3 يونيو 1877   | فيلم الثالث        |